# مكملين (قناة)
قناة مكملين قناة فضائية مصرية تبث من خارج مصر، أخذت الشهرة من مساهمتها في نشر التسريبات الخاصة بقيادة انقلاب 2013 في مصر وضد حكم عبد الفتاح السيسي لمصر كما تعرف بأنها «منبر إعلامي» لمعارضي نظام السيسي، مديرها هو أحمد أبو زيد الشناف.

## ترددات القناة
تردد القناة على النايلسات (12686 H) - وسهيل سات 2 (10730 H) - وهوتبيرد (12111 V).

## نشر التسريبات
بثّت القناة تسريباً منسوباً للرئيس المصري عبد الفتاح السيسي عندما كان وزيرا للدفاع قبل أيام من ترشحه لرئاسة الجمهورية، والتسريب يتعلق باجتماع عقد في فبراير/شباط 2014، وضم السيسي ومدير مكتبه آنذاك عباس كامل وعضو المجلس العسكري محمود حجازي، وقد ناقش المتحاورون في التسريب استراتيجية التعامل مع دول الخليج في ما يتعلق بطلب منح مالية على غرار ما حدث في حرب الخليج. ويكشف التسريب حوارا دار بين السيسي ومدير مكتبه آنذاك عباس كامل وعضو المجلس العسكري محمود حجازي. وقد وصف الحوار دول الخليج بأنها أنصاف دول تمتلك مبالغ ضخمة. وتطرق السيسي في التسريب إلى حجم المبالغ المطلوبة من كل دولة خليجية داعمة له وتفاصيل تحويل تلك الأموال إلى حسابات الجيش المصري، والطلب من الكويت والسعودية والإمارات منحه عشرة مليارات دولار من كل واحدة منها.
وقال عباس كامل إن القيادات بدول الخليج تمتلك أموالا كبيرة، وتحدث مدير مكتب السيسي بألفاظ بذيئة عن أمير قطر.

## علاقتها بجماعة الإخوان المسلمين
اتهم إعلاميون موالون لنظام الرئيس عبد الفتاح السيسي، قناة مكملين المعارضة بأنها قناة موالية لجماعة الإخوان المسلمين المصنفة «إرهابية» في مصر ووصفوها بـ«قناة الإخوان» أو «قناة الجماعة»، لطالما استضافت قناة مكملين القائم بأعمال مرشد الإخوان إبراهيم منير في أكثر من مناسبة وكانت القناة منبرا لأبرز المعارضين لنظام السيسي في الخارج.

## برامج وأنشطة القناة
- برنامج «مصر النهاردة» مع محمد ناصر.
- برنامج «مع زوبع» مع حمزة زوبع.
- برنامج «ألو مكملين» مع أحمد سمير.
- برنامج «ذكرى وعبرة» مع فاضل سليمان.
- برنامج «الشاهد» مع محمد وريور.[5]

## وقف البث من تركيا
أصدرت قناة مكملين بياناً، قالت فيه إنها "لم تتوقف ولن تتوقف يوما بإذن الله أولا وأخيرا، ثم بدعمكم وتأييدكم في أداء رسالتنا وعملنا للنهوض ببلدنا الغالي مصر".
وتضمن البيان إشارة إلى أن تركيا طلبت من القناة وقف عملها في إسطنبول، بعد عام تقريبا من طلب السلطات التركية من إدارة "مكملين" وغيرها من القنوات المصرية المعارضة "ضبط سياستها التحريرية"، في محاولة للوصول إلى اتفاق مصالحة مع السلطات المصرية.

## أنظر أيضًا
- قناة الثورة
- قناة الشرق
- محمد ناصر علي